# Ferreira do Alentejo
Pour les articles homonymes, voir Ferreira et Alentejo (homonymie).
Ferreira do Alentejo (prononciation [fɨ'ʁɐiɾɐ] ou [fɨ'ʁeɾɐ du ɐlẽ'tɛʒu]) est une ville et une municipalité du Portugal faisant partie du District de Beja ayant une superficie de 648,4 km2 et une population de 8 255 habitants.

## Géographie
Ferreira do Alentejo est limitrophe :
- au nord, de Alcácer do Sal e do Alvito,
- à l'est, de Cuba et Beja,
- au sud, de Aljustrel,
- au sud-ouest, de Santiago do Cacém,
- à l'ouest, de Grândola.

## Démographie
| 1801  | 1849  | 1900  | 1930   | 1960   | 1981   | 1991   | 2001  | 2004  |
| ----- | ----- | ----- | ------ | ------ | ------ | ------ | ----- | ----- |
| 2 089 | 4 737 | 8 401 | 12 472 | 14 894 | 11 244 | 10 075 | 9 010 | 8 505 |

| 2011  | - | - | - | - | - | - | - | - |
| ----- | - | - | - | - | - | - | - | - |
| 8 255 | - | - | - | - | - | - | - | - |

## Administration

### Administration municipale
Le maire actuel est Aníbal Coelho Costa (PS).

### Subdivisions

Carte des paroisses de Ferreira do Alentejo.

Depuis la loi no 11-A/2013 du 28 janvier 2013, portant réorganisation administrative du territoire des freguesias, la municipalité de Ferreira do Alentejo comprend 4 paroisses (freguesia en portugais) contre 6 auparavant :
- Alfundão e Peroguarda (fusion d'Alfundão et Peroguarda)
- Ferreira do Alentejo e Canhestros (fusion de Ferreira do Alentejo et Canhestros)
- Figueira dos Cavaleiros
- Odivelas